# Jordan (Eckernförder Bucht)
Der Jordan ist ein etwa fünf Kilometer langer Bach in Schleswig-Holstein. Er verläuft in der Gemeinde Altenhof bei Eckernförde und mündet in die Eckernförder Bucht der Ostsee.

## Verlauf
Seinen Lauf beginnt der Jordan im Altenhofer Wäldchen Kronstrang östlich des Altenhofer Ortsteiles Hofholz und nördlich des teilweise zu Neudorf-Bornstein, teilweise zu Holtsee gehörenden Ortes Violenburg. Der Jordan unterquert auf seinem Weg zunächst nach Nordnordwesten die Bahnstrecke Kiel–Flensburg, wonach ihm von Osten her sogleich ein wohl namenloser Bach vom Altenhofer Ortsteil Schnellmark her zuläuft. Dann fließt er neben der Bahnlinie ein kurzes Stück nach Westnordwesten, wendet sich nach Norden und erreicht bei der Jordanschule (Schule und offizieller Ortsteil) die Bundesstraße 76, der er anschließend bis zum Rand des Altenhofer Ortsteils Kiekut wieder westnordwestwärts folgt. Er unterquert die Bundesstraße und fließt in Kiekut inmitten seiner kleinen Mündungsnase in die innere Eckernförder Bucht ein.
Wahrscheinlich ist der Name des Baches nicht vom Fluss Jordan im Nahen Osten abgeleitet, sondern von einem (weiterhin in Altenhof verbreiteten) Nachnamen.